# 式神
式神 / 識神（しきがみ、しきじん）は、陰陽師が使役する鬼神のことで、人心から起こる悪行や善行を見定める役を務めるもの。式の神 / 識の神（しきのかみ）ともいい、文献によっては、式鬼（しき）、式鬼神ともいう。

## 概要
｢式｣とは｢用いる｣の意味であり、使役することをあらわす。

### 鬼神
1. 荒ぶる神、または、妖怪変化のこと。
2. 神霊のこと。
3. 仏教用語としての、様々な不思議な現象を起こすとされる超人的存在のこと。

### 陰陽道
陰陽道は神道（古神道）に道教の陰陽五行思想や、密教などの思想が執り入れられて習合したものであり、現在の神社神道にもその系譜としての思想や儀式が引き継がれている。神主や巫女は、神降ろしによって神を呼び出し憑依させることを「神楽」や「祈祷」というが、これは和御魂の神霊であり、式神は鬼神となっていることから、和御魂の神霊だけではなく、荒御魂の神霊、いわゆる「荒ぶる神」や「妖怪変化」の類である位の低い神を呼び出し、使役したと考えられる。また、人の善悪を監視するということは、人の心（霊魂）の和御魂と荒御魂の状態の変化でもあり、このことも式神という、2つの状態のどちらかの神霊を、使役したことと係わっていると思われる。
四国の高知県に伝わる陰陽道の一派であるいざなぎ流では、式王子（しきおうじ）と呼ばれる。式王子という呼び名は明治頃から使われはじめ、それ以前はいざなぎ流でも職神と称していたことが文献から明らかになっている。
陰陽道の大家として知られる陰陽師・安倍晴明が使役したという式神に十二神将（十二天将）がある。
陰陽師もしくはそれを下地にした物語の式神は、平時には式札（しきふだ）と呼ばれる和紙札の状態にあるものが、陰陽師の術法によって使用されるとき、使役意図に適った能力を具える鳥獣や異形の者へと自在に変身する、そのような存在として描かれることが多い。12世紀末（平安時代末期- 鎌倉時代初頭）頃を舞台とした園城寺（三井寺）縁起である『不動利益縁起（ふどうりやくえんぎ）』に見られる式神は、室町時代から江戸時代にまでの、擬人化された鶏や牛の器物（道具）の妖怪と同じものであり、これは荒ぶる神としての式神をあらわしている。

## 丑の刻参り

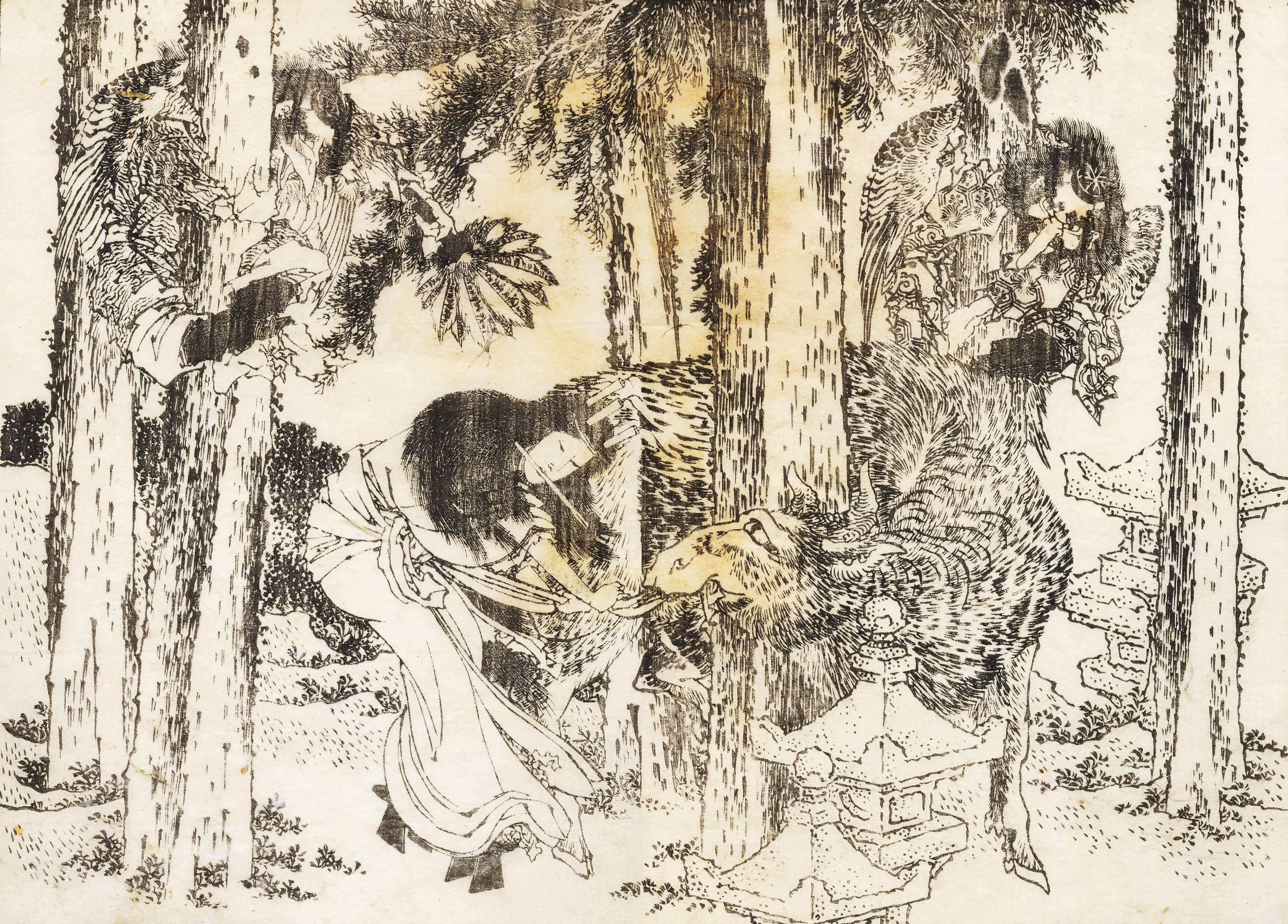
葛飾北斎の『北斎漫画』より、「丑の刻参り」の描き方を示した一図
神社の森にて丑の刻参りを行う女（中央）と、応えて姿を現した牛様の妖怪（中央）が描かれている。取り巻き（左右）は土着の天狗たち。1814年（文化11年）刊行。

平安時代から続く「丑の刻参り」という呪詛は、神木（神体）に五寸釘を打ち付け、自身が鬼となって恨む相手に復讐するというものである。丑の刻（午前1時から午前3時頃）に神木に釘を打って結界を破り、常夜（夜だけの神の国）から、禍をもたらす神（魔や妖怪）を呼び出し、神懸りとなって恨む相手を祟ると考えられていた。丑の刻参りもこのように、妖怪を呼び出し、祟るために使役する点においては同じといえる。